# Roman I

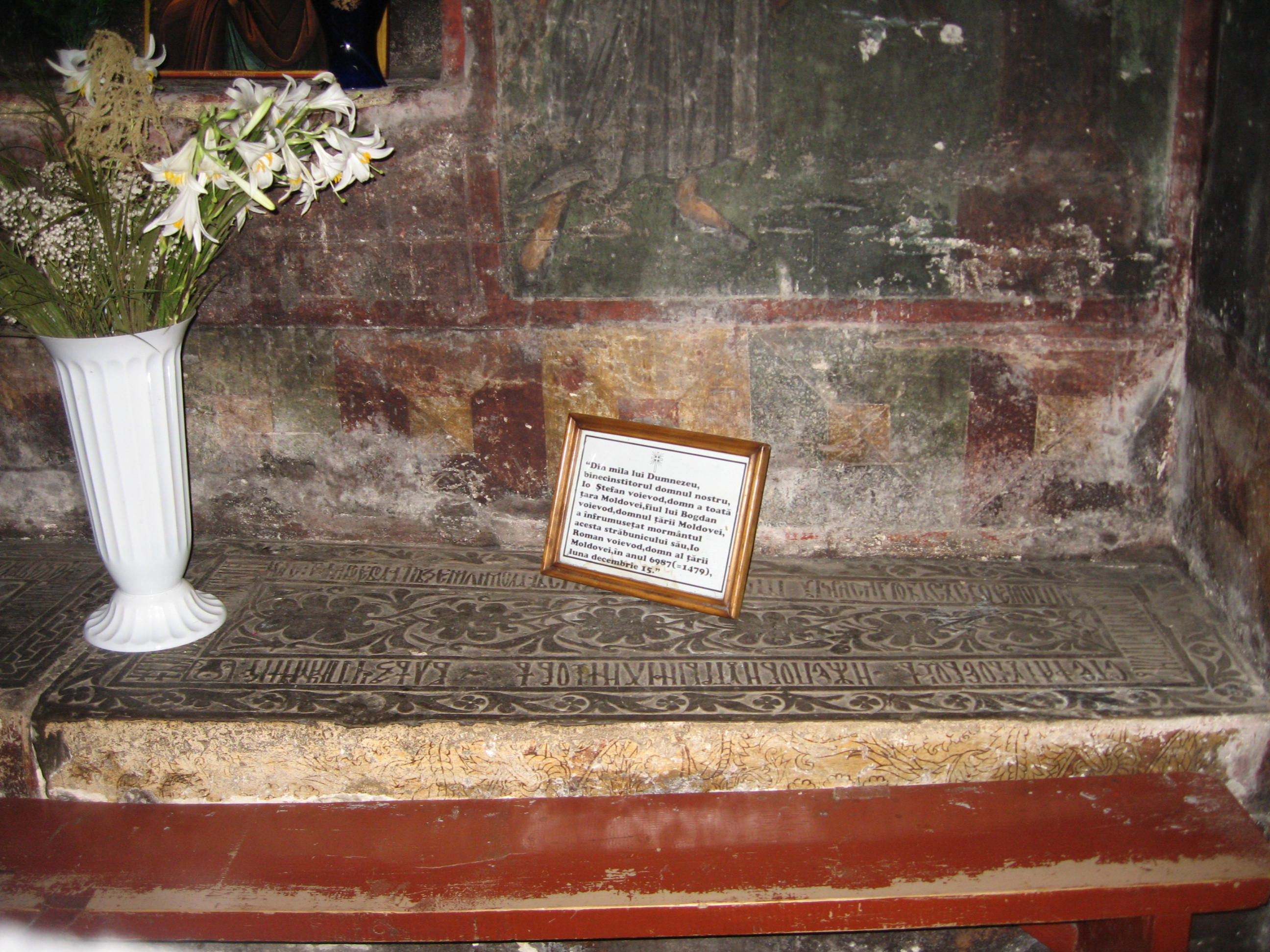
Mormântul lui Roman I Voievod, la Mănăstirea "Bogdana".

Roman I sau Roman Mușat  (n. secolul al XIV-lea – d. martie 1394) a fost domn al Moldovei după moartea fratelui său, Petru I, urcând pe tron cândva în intervalul decembrie 1391 – martie 1392, sfârșitul domniei sale fiind în decembrie 1394.

## Biografie
A fost fiul voievodului Costea și al Mușatei, fiica voievodului Bogdan I și sora naturală a voievodului Lațcu.
Roman I a recunoscut suzeranitatea regelui Poloniei, precum a recunoscut-o mai întâi fratele său, Petru al II-lea (1387). În 1393, îl ajută pe cneazul Podoliei Teodor Koriatovici împotriva ducelui Witold al Lituaniei, în lupta lor pentru cetatea Camenița și teritoriul înconjurător. Fiind învinși (la Bratzlaw), Teodor Koriatovici se refugiază în Ungaria, iar Roman I pierde curând domnia și este înlocuit de fiul său, Ștefan I. Unii cercetători afirmă că lui Roman I i se datorează începuturile orașului din Moldova ce îi poartă numele. Este îngropat în Mănăstirea "Bogdana" din Rădăuți.
În documentele rămase de la Roman I se remarcă titulatura pe care acesta o folosea, și care nu fusese folosită de nici unul dintre predecesorii săi: "Marele și singur stăpânitor, din mila lui Dumnezeu domn, Io Roman voievod stăpânind Țara Moldovei de la munte, până la mare". Folosirea acestei titulaturi ne arată că procesul de unificare al cnezatelor de pe teritoriul Moldovei era încheiat. Mai mult, insistența utilizării ei în acte, îndreptățește părerea că cel care a realizat această unire este chiar Roman I.
Pe 5 ianuarie 1393 Roman I folosește titulatura: "Noi, Roman, voievod al Moldovei și moștenitor (domnitor) al întregii Țării Românești de la munte până la malul mării". El nefiind niciodată domnitor al Valahiei (Mari) sau Munteniei, aici face referire, prima dată, la Moldova ca fiind teritoriu unde s-a creat entitatea teritorială moldovenească, apoi se referă la întreaga țară românească a Moldovei de la estul Carpaților până la Marea Neagră.
Unul din cele mai vechi documente din Moldova este Uricul lui Roman I  din 1392, prin care voievodul, împreună cu fiii săi, Alexandru și Bogdan, dăruiesc lui Ivănuș Viteazul "pentru credincioasa slujbă" trei sate pe Siret, fiind păstrat, în original, la Direcția Arhivelor Naționale Istorice Centrale din București. Actul este redactat în limba slavonă, pe pergament, cu sigiliu de ceară atârnat și cu șnur de mătase roșie.